# Priez
Priez ist eine französische Gemeinde mit 58 Einwohnern (Stand 1. Januar 2022) im Département Aisne in der Region Hauts-de-France (vor 2016 Picardie). Sie gehört zum Arrondissement Château-Thierry, zum Kanton Villers-Cotterêts und zum Gemeindeverband Région de Château-Thierry.

## Geografie
Die Gemeinde Priet liegt zehn Kilometer nordwestlich von Château-Thierry und 30 Kilometer südlich von Soissons. Umgeben wird Priez von den Nachbargemeinden Neuilly-Saint-Front im Norden, Sommelans im Osten, Monthiers im Südosten, Courchamps im Süden, Hautevesnes im Westen sowie Monnes im Nordwesten. Im Süden der Gemeinde stehen vier Windkraftanlagen als Teil eines interkommunalen Windparks.

## Bevölkerungsentwicklung
| Jahr                       | 1962 | 1968 | 1975 | 1982 | 1990 | 1999 | 2006 | 2015 | 2022 |
| Einwohner                  | 66   | 78   | 53   | 48   | 36   | 47   | 49   | 48   | 58   |
| Quellen: Cassini und INSEE |      |      |      |      |      |      |      |      |      |

## Sehenswürdigkeiten
- Kirche Saint-Jean-Baptiste, Monument historique

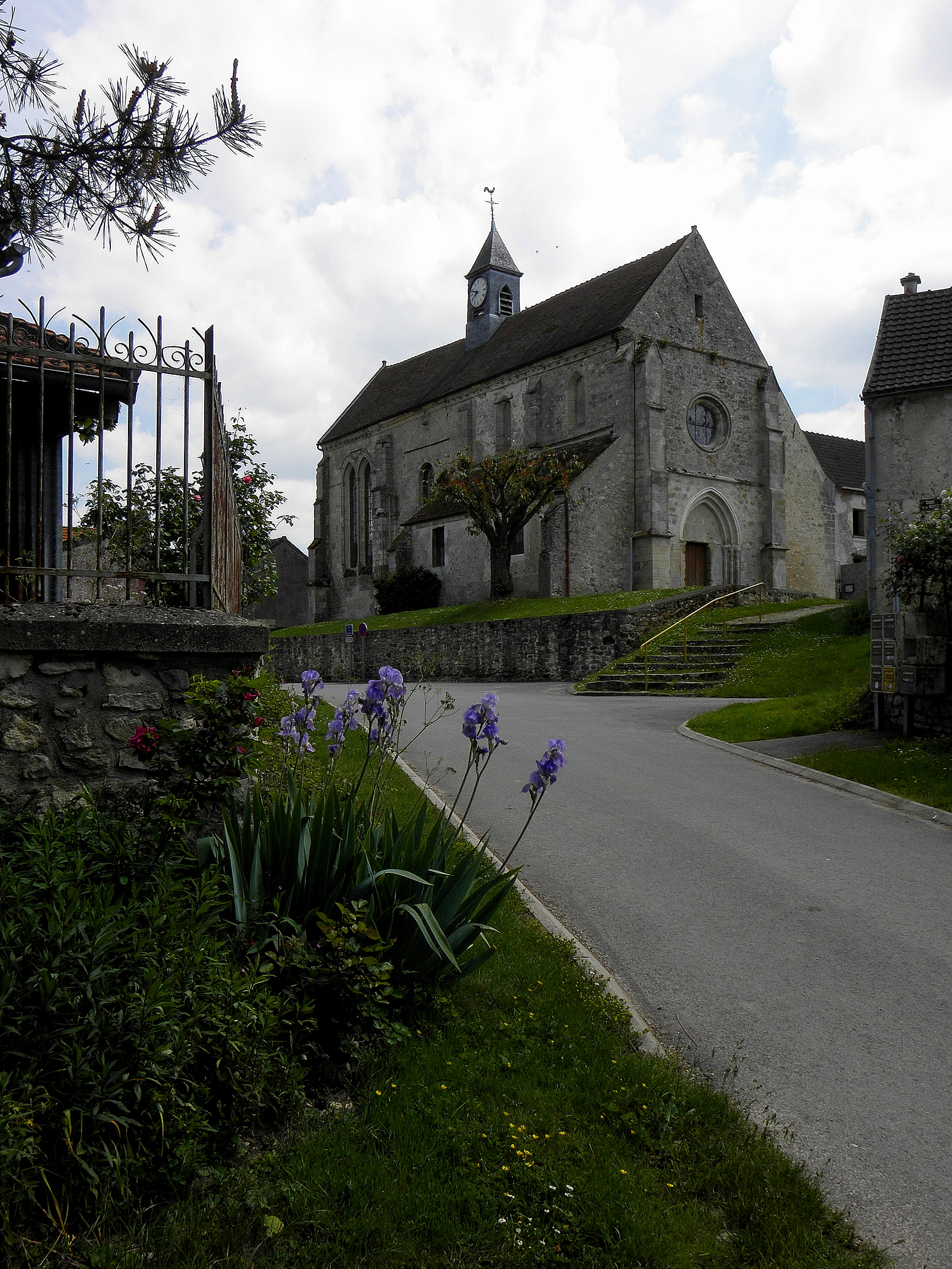
Kirche Saint-Jean-Baptiste

- Ehemaliges öffentliches Waschhaus